# La Furie du désert

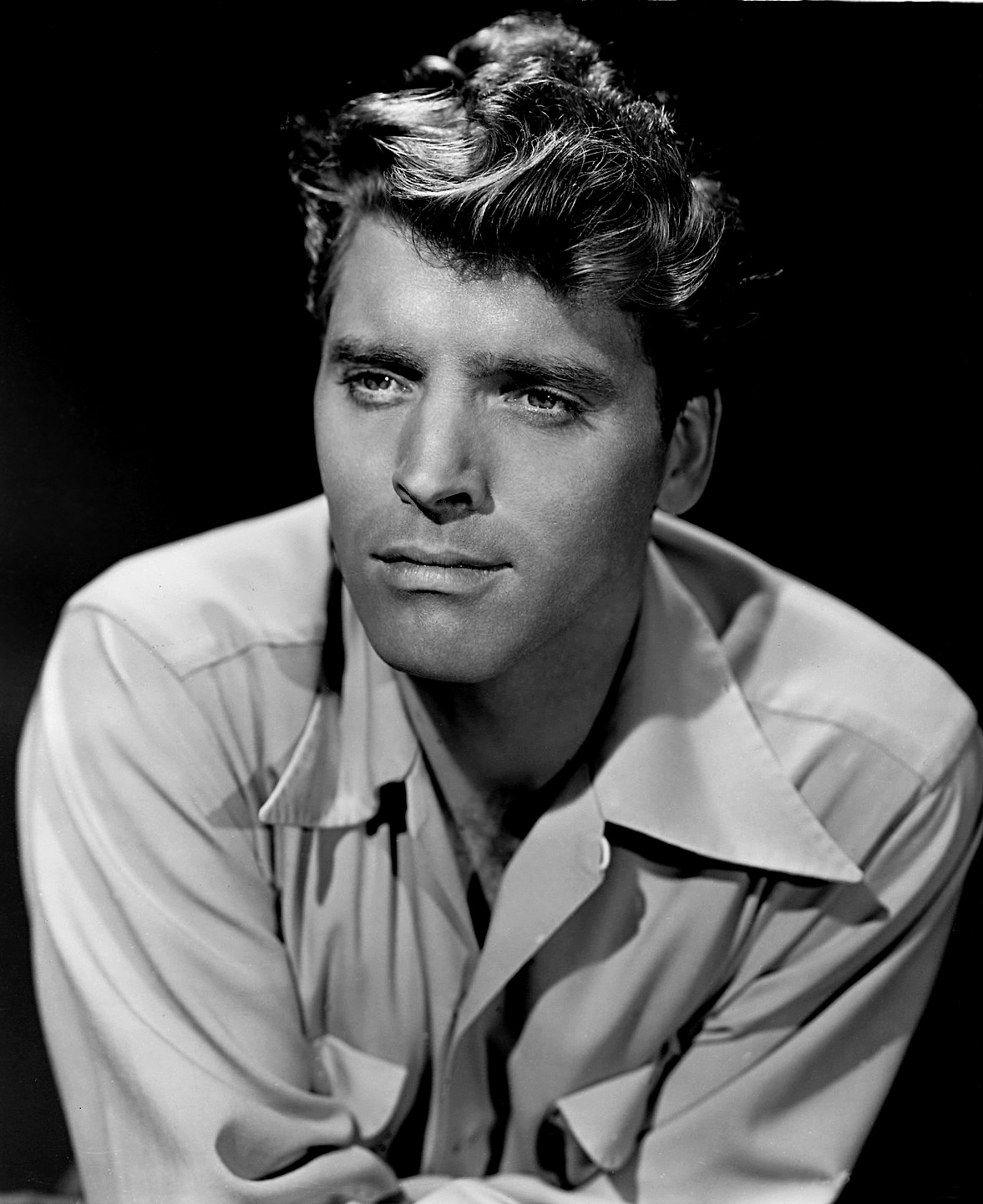
Publicité

La Furie du désert (titre original : Desert Fury) est un film américain réalisé par Lewis Allen, sorti en 1947.

## Synopsis
Le gangster Eddie Bendix revient dans la ville où sa femme mourut dans un accident de voiture. Il courtise Paula Haller que convoite aussi le shérif Tom Hanson. Une rivalité va s'installer entre les deux hommes.

## Fiche technique
- Titre : La Furie du désert
- Titre original : Desert Fury
- Réalisation : Lewis Allen, assisté de Gerd Oswald (non crédité)
- Scénario : Robert Rossen, A.I. Bezzerides, d'après le roman Desert Town de Ramona Stewart
- Photographie : Charles Lang, Edward Cronjager
- Montage : Warren Low
- Musique : Miklós Rózsa
- Costumes : Edith Head
- Maquillage : Wally Westmore
- Effets visuels : Farciot Edouart et Gordon Jennings
- Producteur : Hal B. Wallis
- Société de production : Paramount Pictures
- Pays d'origine :  États-Unis
- Langue : anglais
- Format : couleur (Technicolor) – 35 mm – 1,37:1 – mono (Western Electric Recording)
- Genre : policier
- Durée : 95 minutes
- Date de sortie : 
  - États-Unis : 15 août 1947
  - France : 13 août 1948

## Distribution
- John Hodiak : Eddie Bendix
- Lizabeth Scott : Paula Haller
- Burt Lancaster : Tom Hanson
- Wendell Corey : Johnny Ryan
- Mary Astor : Fritzi Haller
- Kristine Miller : Claire Lindquist
- William Harrigan : Juge Berle Lindquist
- James Flavin : Shérif Pat Johnson
- Jane Novak : Mme Lindquist
- Anna Camargo : Rosa
- Milton Kibbee : Mike
- Ray Teal : le conducteur de bus (non crédité)